# Sexo en público

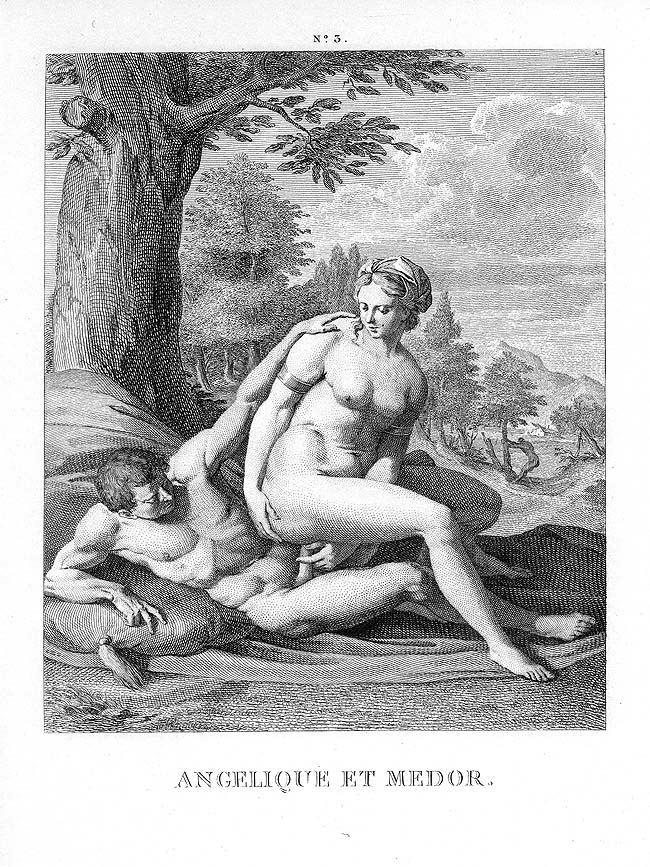
Grabado realizado por Jacques Joseph Coiny. Angelique et Medor. 1798

El sexo en público es una actividad sexual que tiene lugar en un contexto público. Se refiere a una o más personas que realizan un acto sexual en un lugar público o en un lugar privado que se puede ver desde un lugar público.
Tal lugar privado puede ser un patio trasero, un granero, un balcón o una habitación con las cortinas abiertas. El sexo público también incluye actos sexuales en lugares semipúblicos donde el público en general es libre de entrar, como los centros comerciales. Los actos sexuales públicos se pueden realizar en un automóvil (coloquialmente llamado "estacionamiento"), en una playa, en un bosque, teatro, autobús, avión, calle, cubículo de baño o cementerio, además de otros lugares.
Según un gran estudio realizado en 2008, tener relaciones sexuales en un lugar público es una fantasía común y un número significativo de parejas o individuos lo han hecho.

## Legalidad
En el Reino Unido, la condición jurídica de los actos sexuales públicos se consideró parte de la Ley de delitos sexuales de 2003. El artículo 71 de la ley tipifica como delito participar en actividades sexuales en un baño público.  En el Reino Unido, el sexo público está sujeto a leyes relacionadas con el voyerismo, el exhibicionismo o las demostraciones públicas de comportamiento sexual, pero la aplicación de la ley sobre sexo público sigue siendo ambigua.  El enjuiciamiento es posible por una serie de delitos en virtud del artículo 5 de la Ley de orden público de 1986, la exposición en virtud del artículo 66 de la Ley de delitos sexuales de 2003, o en virtud del delito de derecho consuetudinario de ultrajar la decencia pública. La política de la Asociación de Jefes de Policía (ACPO) es que los arrestos son un último recurso y se debe adoptar un enfoque más gradual en tales circunstancias.